# Bernhard Studer (geolog)
 Der er flere personer med dette navn, se Bernhard Studer.
Bernhard Studer (født 21. august 1794 i Büren, Kanton Bern, død 2. maj 1887 i Bern) var en schweizisk geolog. 
Studer studerede først teologi, derefter naturvidenskab i Göttingen, Freiberg, Berlin og Paris. Senere ledsagede han Leopold von Buch på flere undersøgelsesrejser i Alperne. I 1834 blev han professor i mineralogi ved det da nylig oprettede universitet i Bern, i hvilken stilling han forblev til 1873. Han modtog Wollastonmedaljen i 1879. Studer gjorde sig særlig fortjent ved sine undersøgelser af Alpernes geologi og virkede ivrigt for den geologiske kortlægning af Schweiz. Af hans arbejder kan fremhæves Geologie der Schweiz (2 bind, Bern 1851-53).